# Cyathea sechellarum
Cyathea sechellarum är en ormbunkeart som beskrevs av Georg Heinrich Mettenius. Cyathea sechellarum ingår i släktet Cyathea och familjen Cyatheaceae. Inga underarter finns listade.